# Ralph Regenvanu
Ralph John Regenvanu, né le 20 septembre 1970 à Suva, Fidji, est un anthropologue, artiste et homme politique vanuatais. Il est député au Parlement du Vanuatu depuis septembre 2008, fut ministre pendant l'essentiel de la période de décembre 2010 à janvier 2012, et fut le directeur du Conseil culturel national du Vanuatu de 1995 jusqu'en décembre 2010.
Il a été l'une des principales figures du monde culturel vanuatais, en qualité de chercheur promouvant le savoir et la préservation culturels ainsi que le développement durable, mais aussi, dans une moindre mesure, en tant que peintre et illustrateur. Il a représenté le Vanuatu et sa culture sur la scène internationale, notamment au travers de l'UNESCO. Il commença soudainement une carrière politique en 2008, à un âge relativement bas ; sa campagne en vue des élections législatives, couronnée de succès, provoqua un soutien populaire et médiatique. En tant que député, il a attiré l'attention du public sur ses activités, et discuté de questions politiques directement avec ses concitoyens ; il a également utilisé son indemnité parlementaire pour participer au financement de bourses pour des étudiants, et pour des projets d'entreprise de la jeunesse. Trois mois après son élection, il fut arrêté, accusé d'avoir apporté une aide à des personnes évadées de prison. L'accusation fut levée par la suite. Fin 2010, il lança son propre parti politique, peu avant d'être nommé ministre.

## Biographie

### Enfance
Ralph naquit en 1970, fils de Dorothy et Sethy Regenvanu, au Colonial War Memorial Hospital à Suva, aux Fidji. Sethy Regenvanu, né à Malakula, allait devenir une personnalité politique de premier plan après l'indépendance du Vanuatu en 1980 : premier ministre des Terres dans le gouvernement du Premier ministre Walter Lini de 1981 à 1987, puis vice-Premier ministre et ministre de l'intérieur de 1983 à 1987, ministre des Travaux publics de 1987 à 1988 puis de l'Éducation nationale de 1988 à 1991 et de nouveau vice-Premier ministre de 1991 à 1995, c'était un fidèle de Walter Lini qu'il a suivi au Parti national unifié (NUP) en 1991 avant de rompre avec lui en 1994. Dorothy Regenvanu, née Dorothy Rutter en Australie,, est pasteur presbytérienne. Sethy Regenvanu étudiait au Pacific Theological College à Suva lorsque naquit Ralph, le premier enfant du couple. Ralph avait trois ans lorsque la famille quitta les Fidji pour l'Australie, puis retourna au Vanuatu (qui à cette date était encore le Condominium franco-britannique des Nouvelles Hébrides). Ralph eut en tout quatre petits frères (et aucune sœur) : Nikil Periv (né en 1974), Malpati (1975), Regson Tairets (1982), et George Michael (1984).